# Johann Karl Krafft

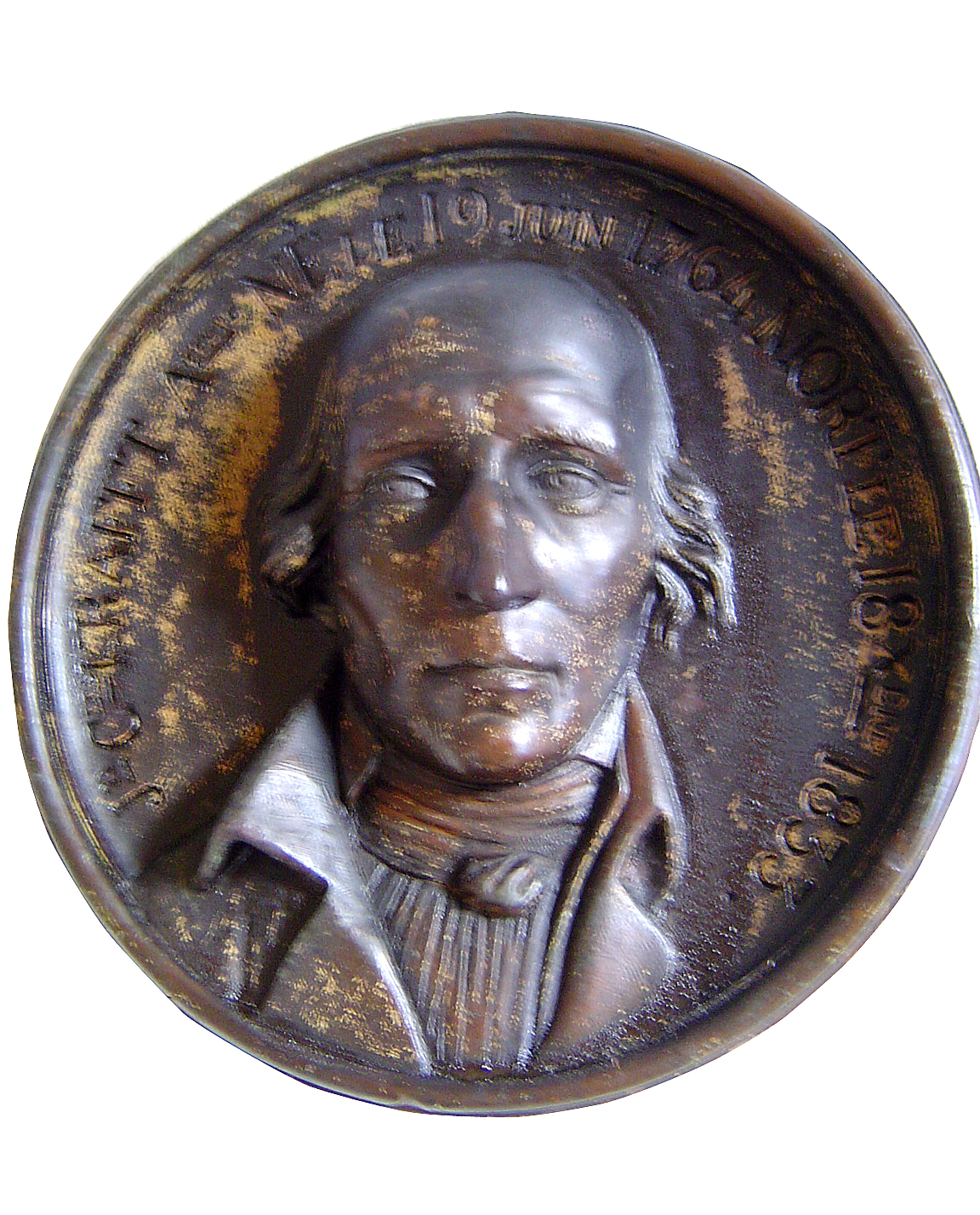
Johann Karl Krafft

Johann Karl Krafft (auch Jean-Charles Krafft) (* 19. Juni 1764 in Brunnenfeld (in den Quellen auch Brunn-Infeld oder Brunnerfeld) bei Bludenz im Vorarlberg; † 17. Dezember 1833 in Paris) war ein französischer Architekt und Kupferstecher österreichischer Herkunft, der hauptsächlich in Paris wirkte. Die französische Staatsangehörigkeit erlangte er durch Einbürgerung am 15. März 1815. Er reiste jahrelang durch Deutschland und England, bevor er schließlich in Paris ansässig wurde, 1792–1799 im Dépot des plans et cartes des travaux civils als Zeichner arbeitete und dort eine private Architektur- und Zeichenschule eröffnete. Mit Joseph Mathieu Sganzin bearbeitete er 1794 den Auftrag, Kanäle, Brücken, Schleusen, Mühlen und andere wasserbauliche Anlagen Hollands zu besuchen und dokumentieren. Bekannt wurde er auch mit seinen Buchpublikationen zu verschiedenen Bereichen der Architektur und Bautechnik. Viele Bücher entstanden in der Zusammenarbeit mit Nicolas Ransonnette, der ebenfalls Kupferstecher war.
Krafft veröffentlichte zahlreiche und wichtige Bücher über die Errichtung und Ausschmückung von öffentlichen Gebäuden und Häusern in Französisch. Einige Werke erschienen in mehreren Auflagen, einige auch dreisprachig auf Französisch, Deutsch und Englisch. Krafft veröffentlichte auch mehrere als Quelle für die zeitgenössische Bautechnik heute unschätzbare Werke zur Zimmermannskunst (Holzbau).

## Werke
- Plans, coupes et élévations des plus belles maisons et hôtels construits à Paris et dans les environs, mit Nicolas Ransonnette; Ch. Pougens et Levrault, Paris, 1801 und folgende Jahre; dieses Buch wurde bereits in der ersten Ausgabe dreisprachig in Französisch, Deutsch und Englisch herausgegeben.
- Plans, coupes et élévations de diverses productions de l’art de la charpente exécutées tant en France que dans les payes étrangers, Paris, 1805
- Portes cochères et portes d’entrée les plus remarquables de Paris, Paris, 1809
- Recueil des plus jolies maisons de Paris et de ses environs comprenant les élévations intérieures et extérieures, 1809 (Thiollet veröffentlichte eine Neuausgabe)
- Plans des plus beaux jardins pittoresques de France, d’Angleterre et d’Allemagne et des édifices, monuments, fabriques qui concourent à leur embellissement dans tous les genres d’architecture, tels que chinois, égyptien, anglais, arabe, mauresque. Levrault und C. Pougens, Paris, 1809-1810.
  - Nachdruck: Wernersche Verlagsgesellschaft, Worms 1993, ISBN 978-3-88462-076-2
- Productions de plusieurs artistes français et étrangers relatives aux jardins pittoresques et aux fabriques de différents genres qui peuvent entrer dans leurs compositions, Paris, 1810
- Description des fêtes à l’occasion du mariage de Napoléon, 1810
- Recueil des plus beaux monuments anciens et modernes, Paris, 1812 und folgende Jahre
- Plan général de la fondation de la Serre chaude au Jardin de St. James, et Coupe prise sur EF, et les détails des fourneaux, Paris : Crapelet for Bance Sr., 1812
- No. 1 Chaumière construite à Ville d'Avrai dans le Jardin de Mr. Thierry. No. 2 Chaumière construite dans le Jardin de Mr. Belanger Architecte, à Sangeny, Paris : Crapelet for Bance Sr., 1812
- Recueil d’architecture civile : contenant les plans, coupes et élévations des châteaux, maisons de campagne, et habitations rurales, jardins anglais, temples, chaumières, kiosques, ponts, etc., situés, aux environs de Paris et dans les départemens voisins, avec les décorations intérieures, et le detail de ce qui concerne l’embellissement des jardins, Crapelet, Paris, 1812
- Traité sur l’art de la Charpente théorique et pratique; Anweisung zur theoretisch-praktischen Zimmermanns-Kunst; Treatise on the art of carpentry with the theory and practice, 6 Tle. Bd. 1: Paris : Auteur und Firmin Didot sowie Manheim [sic] : Actaria, 1819. Bd. 2 (Coupe des escaliers): Paris : Auteur, Firmin Didot, Bance ainé, Rey et Gravier, Goeury und Manheim: Artaria [sic]; Bd. 3: Paris : Auteur, Firmin Didot, Rey et Gravier, Treuttel et Wurtz, Goeury und Manheim: Actaria, 1821; Bd. 4: Paris : Auteur, Firmin Didot, Rey et Gravier, Goeury und Manheim: Artaria 1821; Bd. 5: Paris : Auteur, Firmin Didot, Rey et Gravier, Goeury und Manheim : Artaria, 1821; Bd. 6: (rédigé par M.A.F. Lomet): Paris : Auteur, Firmin Didot, Rey et Gravier, Treuttel et Wurtz, Goeury und Manheim : Artaria, 1822. Jeder Teil mit je 30 Kupferstichtafeln in gr.-Fol.